# Payton Talbott
Payton Anthony Talbott (Las Vegas, Nevada, 9 de septiembre de 1998) es un artista marcial mixto estadounidense que actualmente compite en la división de peso gallo del Ultimate Fighting Championship (UFC).

## Primeros años
Talbott nació el 9 de septiembre de 1998 en Las Vegas, Nevada, Estados Unidos, y creció en Reno, Nevada, donde aún vive. De ascendencia parcialmente afroamericana y Choctaw, su madre es cirujana plástica y tiene cuatro hermanos: una hermana y tres hermanos. Antes de descubrir las artes marciales mixtas jugó al fútbol americano y practicó lucha libre competitiva mientras estudiaba en el instituto de Reno.

## Carrera de artes marciales mixtas

### Carrera temprana
En 2017, Talbott comenzó a entrenar en artes marciales mixtas en la Academia de Combate de Reno. Después de siete a ocho meses de entrenamiento, sus entrenadores le propusieron hacer su debut amateur. Talbott luego se enfrentó a todos sus primeros oponentes en varios eventos amateur de King of the Cage : Future Legends desde marzo de 2018 hasta agosto de 2021. Se convirtió en dos veces campeón de peso gallo amateur de KOTC durante su carrera amateur antes de convertirse en profesional con un récord amateur total de 5-0 y una tasa de finalización del 100%.
En su debut como profesional de MMA, el 27 de noviembre de 2021 en FirePower 3: Magnum Force, noqueó a Abdyklkadyr Kaladrov en el segundo asalto. En su segunda pelea, Talbott también noqueó a Billy Brand en la tercera ronda de Firepower Promotions MMA 4 Sudden Impact.
Luego, en el evento principal del A1 Combat 2 de Urijah Faber, derrotó a Héctor Fajardo y ganó el Campeonato de Peso Gallo de A1 Combat el 28 de mayo de 2022.
En su primera defensa, Talbott derrotó a Anthony Jiménez en A1 Combat 6, por nocaut técnico como resultado de un rodillazo volador y golpes en el segundo asalto.
En su segunda defensa, derrotó a Chrisihan Rivas en A1 Combat 9 por nocaut técnico, como resultado de golpes y codazos para obtener su quinta victoria por nocaut como profesional.

### Dana White’s Contender Series
El 8 de agosto de 2023 Talbott enfrentó a Reyes Cortez por un contrato de UFC en Dana White's Contender Series: Temporada 7, Semana 1. Talbott ganó el contrato venciendo a Cortez por decisión unánime.

### Ultimate Fighting Championship
Talbott hizo su debut promocional el 18 de noviembre de 2023, enfrentando a Nick Aguirre en UFC Fight Night 232. Talbott ganó la pelea por sumisión en el tercer asalto.
Talbott enfrentó  a Cameron Saaiman el 23 de marzo de 2024 en UFC on ESPN 53. Talbott ganó la pelea por nocaut técnico en el segundo asaltó. Está pelea lo hizo merecedor de su primer premio a la Actuación de la Noche.
Talbott enfrentó a Yanis Ghemmouri el 29 de junio de 2024 en UFC 303. Ganó la pelea por KO a los 19 segundos del primer asalto. Está pelea lo hizo merecedor de su segundo premio a la Actuación de la Noche.

## Vida personal
Talbott está graduado en la Universidad de Nevada, Talbott asistió a la universidad y obtuvo su licenciatura en psicología de la UNR.
Talbot es pareja del cantante estadounidense Frank Ocean, confirmado en 2025.

## Campeonatos y logros
- Ultimate Fighting Championship
  - Actuación de la Noche (dos veces) vs. Cameron Saaiman y Yanis Ghemmouri[20][23]
  - Segunda finalización más rápida en la historia de la división de peso gallo de UFC (0:19) vs. Yanis Ghemmouri[25]
- Urijah Faber's A1 Combat
  - Campeonato de Peso Gallo de A1 Combat (una sola vez)
    - Dos defensas de título exitosas

## Récord de artes marciales mixtas
| Récord profesional | Récord profesional | Récord profesional |
| 11 peleas          | 10 victorias       | 1 derrota          |
| ------------------ | ------------------ | ------------------ |
| Nocaut             | 7                  | 0                  |
| Sumisión           | 1                  | 0                  |
| Decisión           | 2                  | 1                  |

| Resultado | Récord | Oponente         | Método                           | Evento                           | Fecha                   | Ronda | Tiempo | Localización           | Notas                                              |
| --------- | ------ | ---------------- | -------------------------------- | -------------------------------- | ----------------------- | ----- | ------ | ---------------------- | -------------------------------------------------- |
| Victoria  | 10-1   | Felipe Lima      | Decisión (unánime)               | UFC 317                          | 28 de junio de 2025     | 3     | 5:00   | Paradise, Nevada       |                                                    |
| Derrota   | 9–1    | Raoni Barcelos   | Decisión (unánime)               | UFC 311                          | 18 de enero de 2025     | 3     | 5:00   | Inglewood, California  |                                                    |
| Victoria  | 9–0    | Yanis Ghemmouri  | KO (golpes)                      | UFC 303                          | 29 de junio de 2024     | 1     | 0:19   | Paradise, Nevada       | Actuación de la Noche.                             |
| Victoria  | 8–0    | Cameron Saaiman  | TKO (golpes)                     | UFC on ESPN: Ribas vs. Namajunas | 23 de marzo de 2024     | 2     | 0:21   | Las Vegas, Nevada      | Actuación de la Noche.                             |
| Victoria  | 7–0    | Nick Aguirre     | Sumisión (rear-naked choke)      | UFC Fight Night: Allen vs. Craig | 18 de noviembre de 2023 | 3     | 0:58   | Las Vegas, Nevada      |                                                    |
| Victoria  | 6–0    | Reyes Cortez     | Decisión (unánime)               | Dana White's Contender Series 57 | 8 de agosto de 2023     | 3     | 5:00   | Las Vegas, Nevada      |                                                    |
| Victoria  | 5–0    | Cristhian Rivas  | TKO (golpes y codazos)           | Urijah Faber's A1 Combat 9       | 18 de marzo de 2023     | 3     | 1:35   | Long Beach, California | Defendió el Campeonato de Peso Gallo de A1 Combat. |
| Victoria  | 4–0    | Anthony Jimenez  | TKO (rodillazo volador y golpes) | Urijah Faber's A1 Combat 6       | 22 de octubre de 2022   | 2     | 4:26   | Commerce, California   | Defendió el Campeonato de Peso Gallo de A1 Combat. |
| Victoria  | 3–0    | Hector Fajardo   | TKO (golpes)                     | Urijah Faber's A1 Combat 2       | 28 de mayo de 2022      | 2     | 4:51   | Wheatland, California  | Ganó el Campeonato de Peso Gallo de A1 Combat.     |
| Victoria  | 2–0    | Billy Brand      | TKO (golpes)                     | FirePower 4                      | 12 de febrero de 2022   | 3     | 2:38   | Sacramento, California |                                                    |
| Victoria  | 1–0    | Abdikabyl Kaldar | TKO (golpes)                     | FirePower 3                      | 27 de noviembre de 2021 | 2     | 3:06   | Sacramento, California | Debut en Peso Gallo.                               |